# انتخابات الرئاسة الرأس أخضرية 2001
انتخابات الرئاسة الرأس أخضرية 2001 هي الانتخابات الرئاسية التي جرت في 2001، في الرأس الأخضر، فاز بالانتخابات بيدرو بيريس.